# Воиславци
Воѝславци (на македонска литературна норма: Воиславци) е село в източната част на Северна Македония, община Радовиш.

## География
Селото се намира на няколко километра южно от Радовиш.

## История
В XIX век Воиславци е неголямо, изцяло българско село в Радовишка кааза на Османската империя. Според статистиката на Васил Кънчов („Македония. Етнография и статистика“) от 1900 година селото има 340 жители, всички българи християни.
В началото на XX век мнозинството от жителите на селото са под върховенството на Българската екзархия. По данни на секретаря на екзархията Димитър Мишев („La Macédoine et sa Population Chrétienne“) през 1905 година във Воиславци (Voïslavtzi) има 400 българи екзархисти и работи българско училище.
Църквата „Свети Георги“ във Воиславци е от 1883 година.
При избухването на Балканската война в 1912 година един човек от Воиславци е доброволец в Македоно-одринското опълчение.
В 1968 година митрополит Наум Злетовско-Струмишки поставя темелния камък на манастира „Успение на Пресвета Богородица“, а манастирът е осветен в 1980 година от епископ Горазд Тивериополски, администратор злетовско-струмишки. Иконите са от 1975 година, дело на зограф Дончо от Секирник. Църквата не е изписана. В 1996 година митрополит Стефан Брегалнишки поставя темелния камък, а на 18 септември 2005 година Агатангел Брегалнишки осветява манастира „Свети Йоан Кръстител“. Иконите са от зографите Кръсто Тарабунов, Тони и Ромео от Радовиш. Църквата не е изписана. На 19 септември 2002 година Агатангел Брегалнишки поставя темелния камък, а на 22 април 2007 година Иларион Брегалнишки освещава манастира „Свети Илия“. Иконите са от зограф Тони от Радовиш.

## Личности
Родени във Воиславци
- Атанас Иванов Димов (1877 - след 1943), български революционер, деец на ВМОРО и ВМРО
- Атанас Манушков, български революционер, деец на ВМОРО, загинал преди 1918 г.[5]
- Георги Чавдаров, български революционер, деец на ВМОРО, загинал преди 1918 г.[5]
- Данаил Ефтим, българин, православен, арестуван на 31 май 1903 година, обвинен в „даване на убежище и ръководене на делата на бунтовническите разбойници, чиято самоличност и брой му са известни, и съхраняване на бомби и муниции вкъщи“, осъден на 3 години каторга, лежал в Скопския затвор, амнистиран с общата амнистия от 12 април 1904 година[6]
- Димитруш Войславски, деец на ВМРО[7]